# 黑斑魮
黑斑魮（学名：Barbus atromaculatus）為輻鰭魚綱鯉形目鯉科魮屬的其中一個種。該物種主要分布於非洲剛果河流域以及喀麥隆南部，體長可達6.8公分。

## 扩展阅读
維基物種上的相關：黑斑魮